# Sœurs de la charité de Notre-Dame d'Évron
Les Sœurs de la charité de Notre-Dame d'Évron sont une congrégation religieuse féminine enseignante et hospitalière de droit pontifical. 

## Histoire
La congrégation est fondée en 1682 à La Chapelle-au-Riboul par Perrine Thulard (1654-1735) jeune veuve née Brunet, pour l'enseignement de la jeunesse dans les zones rurales ainsi que pour le soin des malades. Les statuts sont approuvés le 12 février 1709 par l'évêque du Mans. Lors de la Révolution française, deux religieuses, Françoise Trehet et Jeanne Véron meurent guillotinées et sont béatifiées par Pie XII. 
Après la restauration, la congrégation est rétablie et installée en 1803 dans l'abbaye Notre-Dame d'Évron par les préfets de la Mayenne et de la Sarthe en raison des services rendus. Pour donner plus de cohésion à la congrégation et permettre qu'elle soit approuvée par le Saint-Siège, Jean-Baptiste Bouvier, évêque du Mans, rédige de nouvelles constitutions tout en conservant l'esprit du règlement primitif. Ses statuts sont approuvés par décret impérial du 13 novembre 1810. Ils serviront de modèle pour ceux des Sœurs de l'Immaculée Conception de Saint-Méen.
À la suite des lois anticongrégationistes, beaucoup de sœurs vont en Angleterre et au Canada. En 1957, elles ouvrent la première mission en Côte-d'Ivoire. L'institut obtient le décret de louange le 30 septembre 1843 et l'approbation finale le 17 juillet 1921.

## Fusion
En 1958, elles absorbent la congrégation des sœurs de la Providence d'Alençon. L'institut est né en 1640 à l'initiative de plusieurs filles pieuses dans le but de trouver du travail à des jeunes femmes pour leur éviter la misère. En 1709, Pierre Bélard (1664-1729), curé d'Alençon, transforme l'association en congrégation religieuse. La communauté s'installe en 1722 rue de la Fuie des Vignes pour apprendre   la technique de la dentelle d'Alençon aux jeunes filles.

## Activités et diffusion
Les religieuses se consacrent à l'enseignement, au soin des personnes âgées et malades, aux œuvres sociales.
Elles sont présentes en: 
- Europe : France, Royaume-Uni.
- Amérique : Canada, Pérou.
- Afrique : Burkina Faso, Côte-d'Ivoire.

La maison-mère est à Évron.
En 2017, la congrégation comptait 183 sœurs dans 39 maisons.